# David Leslie-Melville (8e comte de Leven)
David Leslie-Melville, 8e comte de Leven, 7e comte de Melville (1785–1860) est un pair et un amiral écossais.
Il entre dans la Royal Navy vers 1800; il devient contre-amiral en 1846 et vice-amiral en 1858. Il est pair représentant (conservateur), pour l'Écosse de 1831 à 1860.

## Famille
Il est le fils d'Alexander Leslie-Melville (7e comte de Leven), 6e comte de Melville (1749–1820). Il épouse le 21 juin 1824, Elizabeth Anne Campbell (décédée le 8 novembre 1863), deuxième fille de Archibald Campbell de Succoth, 2e baronnet, et de son épouse Elizabeth Balfour, fille de John Balfour de Balbirnie; ils ont :
- Alexander Leslie-Melville, Lord Balgonie (19 novembre 1831-29 août 1857),
- David Archibald Leslie-Melville (14 octobre 1833-20 octobre 1854),
- Elizabeth Leslie-Melville (décédée le 25 janvier 1892), qui épouse le 2 novembre 1858, Thomas Robert Brook Cartwright (décédé le 23 janvier 1921), fils de Thomas Cartwright
- Anna Maria Leslie-Melville (décédée le 8 décembre 1874), qui se marie le 26 avril 1865, à William Stirling-Maxwell, 9e baronnet
- Susan Lucy Leslie-Melville, Dame de la chambre d'Helena du Royaume-Uni de 1868 à 1883 (décédée le 8 juin 1910)
- Emily Eleanor Leslie-Melville (22 mai 1840 - 11 novembre 1882), qui épouse le 28 mars 1864, John Hamilton (1er baron Hamilton de Dalzell)

Il est remplacé comme comte par son frère John Leslie-Melville (9e comte de Leven), 8e comte de Melville (1786–1876).